# Oenotria Scopuli
Gli Oenotria Scopuli sono una struttura geologica della superficie di Marte.